# Bruce Jones
Bruce Eliot Jones (31 de octubre de 1946) es un creador de historietas, novelista, ilustrador y guionista estadounidense, cuyo trabajo incluye haber escrito la historieta de The Incredible Hulk para Marvel Comics entre 2001 y 2005. Ha trabajado además como ilustrador y guionista para otras compañías como DC Comics, Eclipse Comics y Pacific Comics.

### DC Comics
- Batman #345–346, 348–351 (1982)
- Batman Villains Secret Files and Origins 2005 #1 (2005)
- Batman: Legends of the Dark Knight #207–211 (2006)
- Batman: Through the Looking Glass #1 (2012)
- Checkmate vol. 2 #26–31 (2008)
- DCU: Brave New World #1 (2006)
- Deadman #1–13 (2006–2007)
- Flinch #1, 4, 9, 12, 14 (1999–2000)
- Ghosts #109 (1982)
- House of Mystery #294–295, 298–309, 311–312, 320 (1981–1983)
- Man-Bat #1–5 (2006)
- Mystery in Space #117 (1981)
- Nightwing #118–124 (2006)
- OMAC vol. 3 #1–8 (2006–2007)
- Our Fighting Forces #139 (1972)
- Saga of the Swamp Thing #1 (1982)
- Saga of the Swamp Thing Annual #1 (1982)
- Strange Adventures vol. 2 #2 (1999)
- Talent Showcase #18 (1985)
- Texas Chainsaw Massacre: Raising Cain #1–3 (2008)
- Vigilante vol. 2 #1–6 (2005–2006)
- The War that Time Forgot #1–12 (2008–2009)
- The Warlord vol. 3 #1–10 (2006–2007)
- Weird War Tales #103 (1981)
- Weird War Tales Special #1 (2000)
- Weird Western Tales vol. 2 #4 (2001)
- Wildstorm Winter Special #1 (2005)
- Year One: Batman Scarecrow #1–2 (2005)

### Eclipse Comics
- Alien Encounters #6–9 (1986)
- Alien Worlds #8–9 (1984–1985)
- Somerset Holmes #5–6 (1984)
- Tales of Terror #4, 6–7, 9 (1986)
- The Twisted Tales of Bruce Jones #1–4 (1986)

### Marvel Comics
- The Amazing Spider-Man Annual #26 (1992)
- Bizarre Adventures #29, 33 (1981–1982)
- Call of Duty: The Precinct #1–5 (2002–2003)
- Captain America: Red, White & Blue HC (2002)
- Captain America: What Price Glory #1–4 (2003)
- Clive Barker's Hellraiser #15 (1992)
- Conan the Barbarian #131–134, 136–144, 147–149 (1982–1983)
- Daredevil: The Movie #1 (2003)
- Epic Illustrated #3 (1980)
- Heroes for Hope Starring the X-Men #1 (1985)
- Hulk and Thing: Hard Knocks #1–4 (2004–2005)
- Hulk/Wolverine: Six Hours #1–4 (2003)
- Hulk: The Official Movie Adaptation #1 (2003)
- The Incredible Hulk vol. 3 #34–76 (2002–2004)
- Ka-Zar the Savage #1–27 (1981–1983)
- Kingpin #1–7 (2003–2004)
- Kull the Conqueror #1 (1983)
- Marvel Comics Presents #13 (1989)
- Marvel Feature #2–5 (1976)
- Marvel Graphic Novel: Arena (1989)
- Marvel Holiday Special #2 (Punisher) (1993)
- Moon Knight: Divided We Fall #1 (1992)
- Savage Sword of Conan #8, 64, 67, 70, 72, 77, 79–82, 157 (1975–1989)
- The Spectacular Spider-Man Annual #12 (1992)
- Spider-Man's Tangled Web #7–9 (2001–2002)
- Unknown Worlds of Science Fiction #2–6, Annual #1 (1975–1976)
- Venom: The Enemy Within #1–3 (1994)
- Web of Spider-Man Annual #8 (1992)
- Wolverine: Xisle #1–5 (2003)
- X-Men Unlimited #46, 48 (2003)

### Pacific Comics
- Alien Worlds #1–7 (1983–1984)
- Silverheels #1–3 (1983–1984)
- Somerset Holmes #1–4 (1983-1984)
- Three Dimensional Alien Worlds #1 (1984)
- Twisted Tales #1–8 (1982–1984)

Fuente: